# Taiwanische Badmintonmeisterschaft 1997
Die Taiwanische Badmintonmeisterschaft der Saison 1996/1997 war die 42. Auflage der nationalen Titelkämpfe von Taiwan im Badminton. Die Meisterschaft fand Mitte Dezember 1996 statt.

## Titelträger
| Disziplin    | Sieger                     |
| ------------ | -------------------------- |
| Herreneinzel | Liu En-hung                |
| Dameneinzel  | Huang Chia-chi             |
| Herrendoppel | Lin Liang-chun Lee Wei-jen |
| Damendoppel  | Tsai Hui-min Chen Li-chin  |
| Mixed        | Feng Hung-yun Lee Ming-hwa |